# Decúbito

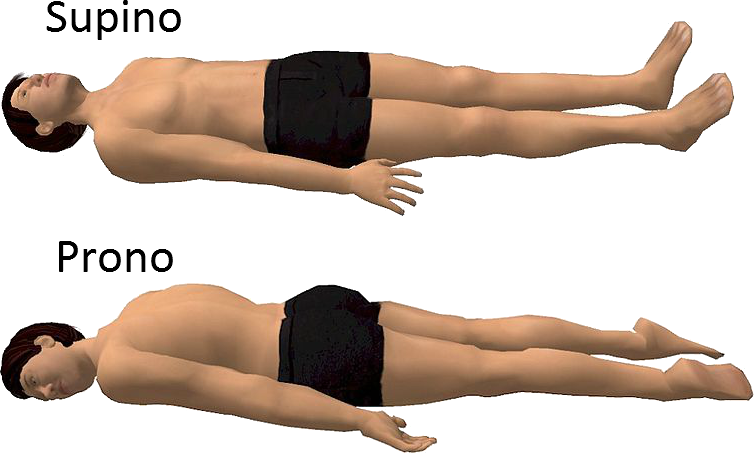
Posición de decúbito

Decúbito es una postura corporal que implica estar tumbado, acostado o yacente. Deriva de la palabra latina decumbere («tumbarse», «acostarse», «yacer»).
Puede realizarse de varias formas:
- Decúbito supino, también llamado decúbito dorsal (haciendo referencia a que el sujeto se encuentra boca arriba, por lo tanto está recostado sobre el dorso).
- Decúbito prono, también llamado decúbito ventral (haciendo referencia a que el sujeto se encuentra boca abajo, por lo tanto está recostado sobre la pared ventral, el abdomen).
- Decúbito lateral, que a su vez puede ser:
  - Decúbito lateral derecho.
  - Decúbito lateral izquierdo (angina decubius, vinculado al dolor en el pecho).[1]
  - Como medida de seguridad se utiliza un tipo de decúbito lateral específico denominado posición lateral de seguridad.

En consideración a la inclinación de la superficie, puede distinguirse entre:
- Decúbito horizontal.
- Decúbito inclinado, que a su vez puede ser:
  - Decúbito declive o posición de Trendelenburg (los pies arriba, la cabeza abajo), empleado en fisioterapia respiratoria.
  - Decúbito proclive (los pies hacia abajo, la cabeza hacia arriba).

Especial consideración tiene la denominada posición ginecológica o «dorsal supina», con las piernas plegadas a 90 grados; una variante de esta es la denominada posición litotómica.
En consideración a la naturalidad de la posición, se considera:
- Decúbito indiferente (que puede ser mantenida naturalmente).
- Decúbito obligado (que no puede ser mantenida naturalmente).